# Nicholas Pope
Nicholas Pope (Sydney, Australië, 1949) is een Brits-Australisch beeldend kunstenaar.

## Biografische schets
Pope werd opgeleid aan de Bath Academy of Art en ontving in 1974 een studiebeurs van de Roemeense regering. In 1976 ontving hij een prijs van de Calouste Gulbenkian Foundation.
Popes werk uit de jaren zeventig heeft een krachtige, abstracte uitstraling, maar door het gebruik van natuurlijke materialen als hout en kalk bezit het tevens een 'zachte' kwaliteit. Belangrijke tentoonstellingen in die jaren vonden plaats in de Garage Gallery in Londen (1976), de Anthony Stokes Gallery (1979) en bij Art & Project in Amsterdam (1979). In 1980 vertegenwoordigde Pope Groot-Brittannië op de XXXIXe Biënnale van Venetië.
In 1981 wijdde het Kröller-Müller Museum een retrospectieve aan Pope. In hetzelfde jaar maakte hij op uitnodiging van de British Council een studiereis naar Zimbabwe en Tanzania.
In 1987 trok Pope zich tijdelijk terug uit de kunstwereld. Pas in 1992 hernam hij zijn artistieke carrière en begon hij naïef uitziend kleiwerk te produceren. Tegelijkertijd werden religie en Christendom belangrijke thema's in zijn werk.
Pope woont en werkt in Herefordshire, Engeland.

## Werk
Zijn werk bevindt zich in belangrijke kunstcollecties in onder andere het Verenigd Koninkrijk, Australië, de Verenigde Staten en Canada.
In Nederland toonde de Amsterdamse galerie Art & Project vanaf de jaren zeventig regelmatig werk van Nicholas Pope. In België deed Galerij S65 in Aalst hetzelfde in de jaren tachtig.
In 1997 werkte Pope aan de opdracht Geloof, hoop en liefde van het Koninklijk Instituut voor de Tropen in Amsterdam en in 1998-99 aan een opdracht voor de nieuwe rechtbank in Utrecht. Het Kröller-Müller Museum, Rijksmuseum Twenthe, Stedelijk Museum 's-Hertogenbosch en het Centraal Museum bezitten alle een of meer werken van Pope. In België is Nicholas Pope vertegenwoordigd in de moderne kunstcollectie van de Koninklijke Musea voor Schone Kunsten van België te Brussel.
- Gemeinsame Normdatei: 1038355613
- International Standard Name Identifier: 0000 0003 7474 7484
- Library of Congress Control Number: n87810157
- RKD-Nederlands Instituut voor Kunstgeschiedenis: 64282
- Système universitaire de documentation: 243748701
- Union List of Artist Names: 500089437
- Virtual International Authority File: 96331856
- WorldCat: E39PBJf4fdpBQDjXGyKf8wpQMP